# Dolmen von Gaoutabry
Der Dolmen von Gaoutabry (auch Gautabry genannt) liegt in La Londe-les-Maures, in der Bucht von Hyères. Mit sechs Metern Länge und neun Quadratmetern Grundfläche ist er der größte Dolmen im Département Var in der Region Provence-Alpes-Côte d’Azur in Südfrankreich. Dolmen ist in Frankreich der Oberbegriff für Megalithanlagen aller Art (siehe: Französische Nomenklatur). 
Entdeckt wurde der Dolmen von Baron Gustav von Bonstetten im Jahre 1876 und identifiziert als drei kleine benachbarte Dolmen. Cotte hat dann 1924 festgestellt, dass es ein großer Dolmen ist. 1988 wurde die Stätte als Monument Historique klassifiziert.
Ein Gang, der die Reste der Hügeleinfassung durchdringt, leicht nach rechts versetzt und schmaler als die Megalithanlage, bietet Zugang zu zwei hintereinander liegenden Kammern, die als ganzes leicht trapezoid (hinten breit) und durch massive Steine getrennt sind. Die Kammern bestehen aus 15 dünnen, nicht allzu hohen Platten und Resten des Zwischenmauerwerks. Da keine Spuren einer Abdeckung gefunden wurden nehmen Archäologen an, dass er eine untypische Abdeckung aus Holzbalken hatte. Der Grabhügel aus Erde und Steinen, der früher die Anlage überdeckte, aber nahezu abgetragen ist, hatte etwa fünfzehn Meter Durchmesser. 
Hier wurden die Überreste von etwa 34 Personen gefunden, die vor etwa 4500 Jahren, während der Bronzezeit, bestattet wurden. Die Ausgrabungen erbrachten zerscherbte Keramik, einige Perlen, Pfeilspitzen, Steinwerkzeuge und ein geschliffenes Axtfragment.